# Chionanthus macrothyrsus
Chionanthus macrothyrsus hay tráng cụm hoa to là loài thực vật thuộc họ Ô liu được tìm thấy ở Việt Nam. Loài này được tìm thấy tại vườn quốc gia Cúc Phương và được mô tả lần đầu trong cuốn Seed Plants of Cuc Phuong National Park: A Documented Checklist phát hành năm 2004.